# 섀넌강

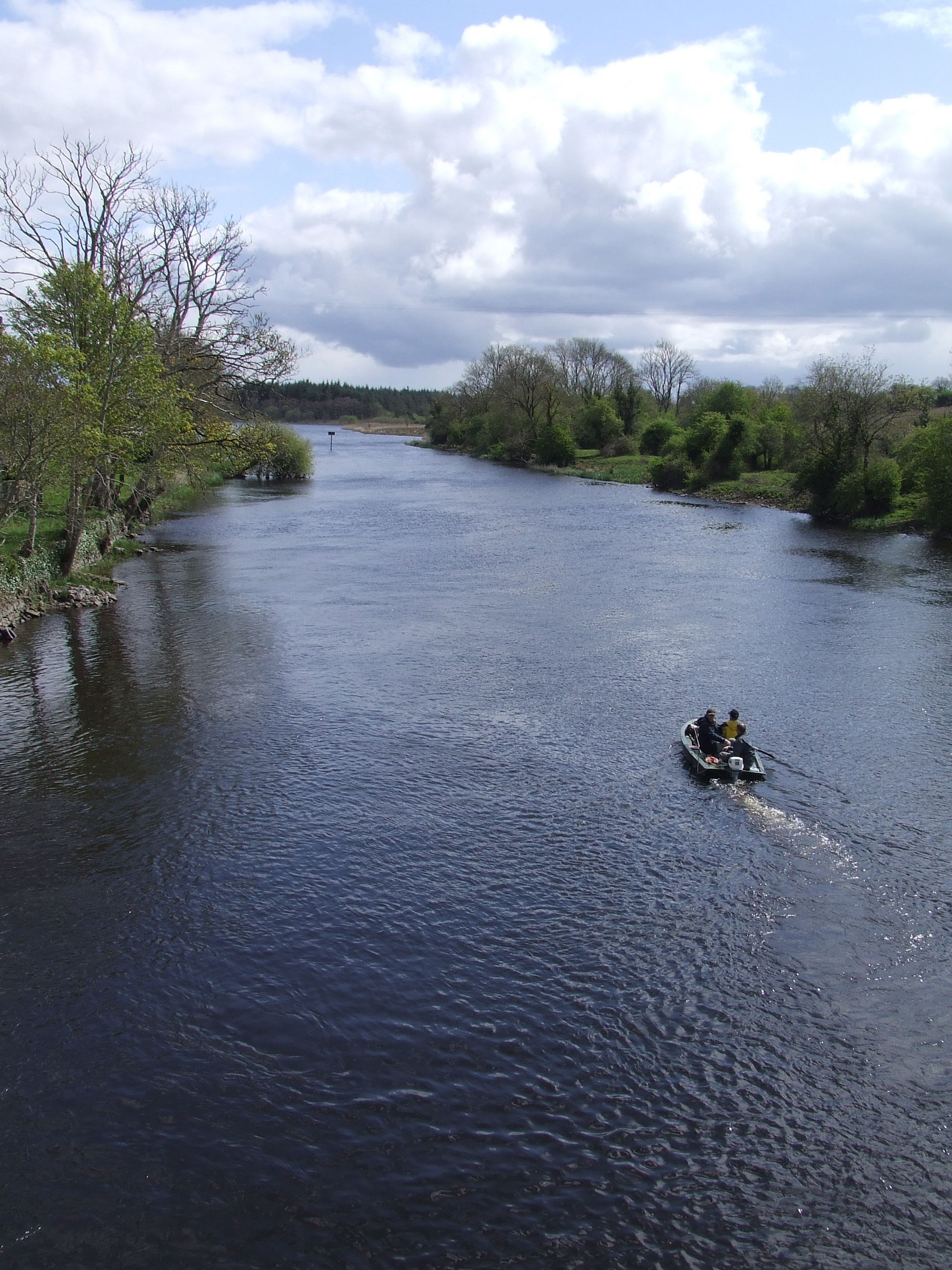
섀넌강

섀넌강(River Shannon)은 아일랜드를 서쪽과 동·남부로 나누는 아일랜드 최대의 강이다. 이 강의 수운은 예부터 중요시되어 프톨레마이오스의 지도에도 실려 있었다. 총 길이는 386 km이다.